# Myiothlypis flaveola
Myiothlypis flaveola là một loài chim trong họ Parulidae.